# Le Cannet
Le Cannet (en occitano Lo Canet) es una ciudad y comuna del departamento de Alpes Marítimos, en la región de Provenza-Alpes-Costa Azul.

## Administración
Le Cannet fue parte del municipio de Cannes hasta 1778, cuando se convirtió en una comuna separada.

## Ubicación
Le Cannet está ubicado en el norte de Cannes, en la Costa Azul.

## Demografía
| 1 189 | 1 289 | 1 229 | 1 433 | 1 546 | 1 532 | 1 480 | 1 591 | 1 596 | 1 676 | 1 762 | 1 722 | 1 738 | 2 563 | 2 552 | 2 572 | 2 593 | 3 097 | 3 642 | 4 166 | 3 883 | 6 244 | 10 016 | 10 056 | 10 299 | 11 601 | 15 499 | 23 231 | 33 892 | 37 411 | 41 842 | 42 158 | 42 207 |
| Para los censos de 1962 a 1999 la población legal corresponde a la población sin duplicidades (Fuente: INSEE [Consultar]) |       |       |       |       |       |       |       |       |       |       |       |       |       |       |       |       |       |       |       |       |       |        |        |        |        |        |        |        |        |        |        |        |

## Personalidades
Le Cannet fue el lugar de nacimiento de:
- Victorien Sardou (1831-1908), dramaturgo
- Richard Galliano (nacido en 1950), acordeonista

y residencia de:
- Margaret Caroline Anderson, editora de The Little Review

## Ciudades hermanadas
- Lafayette (Luisiana), Estados Unidos
- Beauport, Quebec, Canadá
- Königstein im Taunus, Alemania
- Benidorm, España
- Vila do Conde, Portugal
- Agnibilékrou, Costa de Marfil